# جوي ستار
جوي ستار (بالفرنسية: JoeyStarr)‏
```
هو 
رابر
 
وممثل
 
فرنسي
، ولد في 27 أكتوبر 1967 في 
فرنسا
.
[
3
]
[
4
]
```

## أعمال

### أفلام
- (2010) 22 رصاصة[5][6]
- (2011) بوليس[7]

## وصلات خارجية
- جوي ستار على موقع IMDb (الإنجليزية)
- جوي ستار على موقع ألو سيني (الفرنسية)
- جوي ستار على موقع ميوزك برينز (الإنجليزية)
- جوي ستار على موقع أول موفي (الإنجليزية)
- جوي ستار على موقع قاعدة بيانات الأفلام السويدية (السويدية)
- جوي ستار على موقع أول ميوزيك (الإنجليزية)
- جوي ستار على موقع ديسكوغز (الإنجليزية)
- جوي ستار على موقع قاعدة بيانات الفيلم (الإنجليزية)
- جوي ستار على موقع كينوبويسك (الروسية)